# Bandeord
Et bandeord er et ord eller en vending, der udtrykker stærke følelser eller holdninger og er socialt uacceptabel at bruge i mange sammenhænge. Det er en type tabuiseret sprog. Det afhænger af modtagere, tidspunktet for ytringen og meget mere om det er et bandeord. I visse situationer (fra Folketingets talerstol eller på besøg hos dronningen) vil enhver brug af bandeord altid anses som dårlig smag, hvis ikke direkte fornærmende, mens det i andre situationer er socialt acceptabelt at anvende disse ord. Bandeords funktion er at rette opmærksomhed mod både det, der bliver sagt og måden, som det siges på.
På oldnordisk betød verbet "at bande" både "at forbande" og "at bandlyse, forbyde", og ordet har etymologisk set samme rødder som det engelske "to ban". I en bibelsk forståelse har det at bande snarere være forbundet med en overtrædelse af formaningen i 2. Mosebog om at tage Guds navn forfængeligt.
Bandeord adskiller sig fra skældsord ved at være generelle udtryk for en følelse, mens skældsord peger på en bestemt person (eller flere).

## Historiske bandeord og tabuer
Historisk har mange bandeord haft karakter af tabuer, og mange bandeord fra de ældste tider er derfor i dag ukendte. Som et eksempel er ordet bjørn ikke dyrets egentlige navn, men betyder slet og ret den brune. Bjørnen var et stærkt dyr, og brugen af dyrets egentlige navn var derfor tabubelagt. (Ordet har efter al sandsynlighed været nærmere beslægtet med det det indoeuropæiske ursos).
Kraftordet pokker er en ældre nydansk udgave af sygdommen kopper, en omskrivning for at undgå at nævne tabubelagte sygdomme.

## Betydningskategorier
Når et ord bruges som bandeord, er det ofte i en overført betydning. Mange bandeord har er også ord med en anden, mere konkret betydning.:12-13  Bandeord kan derfor opdeles i kategorier efter hvilken betydning bandeordet ellers har (eller har haft): religiøse bandeord, bandeord funderet i sygdomme og bandeord koncentreret om kropslige funktioner. Derudover findes der omskrevne versioner af bandeord. De religiøse bandeord udgør den største gruppe på dansk, og flere af dem er fra før 1500-tallet.
Mange mennesker mener, at det "at bande" er at lave en forbandelse. Det kan man man bl.a. se i ordene kraftedeme og fandeme; der tilfører man sig selv en forbandelse. Set i det lys kan f.eks. røvkedelig og fuck ikke være bandeord, men "kun" grimme og vulgære ord.

### Religiøse bandeord
Religiøse bandeord inkluderer fanden og helvede og andre religionsrelaterede udtryk. I nogle eder er udtryk sammensmeltet, fx fandeme eller fa'me fra Fanden æde mig, Fanden gale mig fra fandengalme. Søren er en omskrivning af Satan og omskrivninger af Gud til du gode eller grød (som i ved den søde grød).

### Sygdomsbandeord
Bandeord, der spiller på sygdom, minder om de religiøse bandeords omskrivninger: Kraftstejleme, kræften lægge mig på en stejle eller kraftknusme, kræften knuse mig. Kraftedeme er ligeledes et bandeord der historisk set omhandler sygdommen kræft, nemlig må kræften æde mig, men bruges i dag uden denne tilknytning.

### Kropslige funktioner
Bandeordene, der fokuserer på de kropslige funktioner, spiller især på seksuallivet og afføringen. Disse ord bruges på dansk ofte som præfiks for almindelige ord, for eksempel pissekedeligt, røvdårligt eller lorteland. Især denne gruppe bandeord har været underlagt en kraftig påvirkning fra engelsk, og ord som fuck, shit, ho er låneord. De traditionelle danske bandeord har i langt mindre grad end de engelske været fokuseret på selve seksualakten og i langt højere grad på afføringen. Brugen af luder som skældsord er også udtryk for, at danske ord anvendes i en anglificeret kontekst.

### Omskrivninger
Mange bandeord har en omskreven version, som kan være mildere. Det kan være en anden udtale, fx sgi i stedet for sgu eller et lignende ord, fx søren i stedet for Satan. Et andet eksempel er "hillemænd" og såmænd, der formentlig er opstået som en sammentrækning af eden ved alle helgener og som alle ved. I dag kan såmænd næppe betegnes som et bandeord, men i det før-reformatoriske Danmark var såmænd en væsentlig ed.

## Danske bandeord

### Grader af bandeord
Forskellige befolkningsgrupper har forskellige opfattelse af, hvilke ord der tæller som bandeord og hvor "stærke" de er, og hvilke der opfattes som acceptable eller mindre stærke. En faktor er alder.
Sgu er i følge trebinds-værket "Grammatik over det Danske Sprog", fra maj 2011, ikke længere at finde blandt bandeordene. Ligesom det før er sket med "skam" er sgu ikke et bandeord længere . At sgu ikke længere er et bandeord, er dog et omdiskuteret synspunkt .

### Brug blandt befolkningsgrupper
Forskellige aldersgrupper bander stort set lige meget. Ifølge en undersøgelse foretaget af sprogforskeren Marianne Rathjeer det ikke tilfældet at unge bander mere end andre. Til gengæld bander generationerne anderledes. Blandt unge (16-18 år) tilhører 57% af bandeord den religiøse type og de resterende 43% kropsfunktionstypen. De midaldrendes (37-46) og de ældres (68-78) bandeord er altovervejende af den religiøse type (hhv. 92% og 95%). Alle informanter i undersøgelsen er kvinder, og data blev indsamlet 2002-2003.
- De hyppigste bandeord blandt unge er 1) sgu, 2) fækale bandeord som skide og ikke en skid, 3) bandeord med fanden og fandeme, 4) ord af fækal og seksuel karakter, herunder en række engelske bandeord.

- Blandt de midaldrende er sgu også det hyppigste bandeord, efterfulgt af andre religiøse bandeord beslægtet med gud. På tredjepladsen kommer omskrivninger med søren.

- Blandt de ældre er førstepladsen religiøse udtryk, bl.a. gudskelov og herregud, derefter omskrivninger af søren kommer ind på andenpladsen og sgu (inkl. sågu) kommer ind på en tredjeplads.[13]

Brugen af bandeord kan afhænge af hvem man taler med. I samtaler på tværs af aldergrupper er der en klar tendens til, at unge bander mest, når de taler med andre unge. De midaldrende lægger også en dæmper på sig selv, når de taler med ældre; til gengæld bander de væsentligt mere, når de taler med unge. De ældre bander lige meget, når de taler med deres jævnaldrende og midaldrende, men væsentligt mere, når de taler med unge. Til gengæld ændres typen af bandeord ikke meget i samtale med mennesker af andre aldre.